# 气体灭火
气体灭火〈英文：Gaseous fire suppression〉，是指将阻燃气体如七氟丙烷、二氧化碳及氮气等填充入有限空间内阻止燃烧的灭火方法。气体灭火大多采用自动控制系统，当系统检测到温度上升、烟雾等火灾发生的信号后便会自动释放灭火气体。由于充满了灭火气体的房间同样会使人员窒息乃至中毒，所以气体灭火系统工作时应尽量将人员撤离。